# Водоча (река)
Водоча — левый приток Навли, течёт по территории Орловской и Брянской областей России.

## Описание
Длина реки — 29 км, площадь бассейна — 403 км². Берёт начало в лесистой местности на севере Дмитровского района Орловской области, течёт в основном по Шаблыкинскому району на север (в верховьях по реке проходит граница с Брасовским районом Брянской области). Впадает в Навлю по левому берегу в 109 км от её устья (чуть выше моста на автодороге Шаблыкино — Косуличи).
На реке расположены населённые пункты Какуренка, Водоцкое, Герасимово, Ивановка, Петрушково. Имеется мост через реку в селе Герасимово.
Основные притоки (от устья, в скобках указана длина в км):
- 12 км пр: Робка (13)
- 16 км лв: Чаянка (17)
- 23 км пр: Ольшанка (11)

## Гидрология
Река имеет широкую пойму, которая на всём своём протяжении значительно заболочена и закустарнена. Русло извилистое, глубина реки колеблется от 0,5 до 2 м, скорость течения составляет 0,2—0,5 м/с.
Источником питания реки являются грунтовые воды и атмосферные осадки. Наибольший уровень поднятия воды наблюдается в момент таяния снега в марте и апреле. Река покрыта льдом с декабря по март.